# Moore Dome
Der Moore Dome ist ein 700 m hoher und in der Aufsicht kreisrunder Eisdom mit einem Durchmesser von 25 km an der Walgreen-Küste des westantarktischen Marie-Byrd-Lands. Er bildet den nordwestlichen Teil der Bear-Halbinsel. 
Der United States Geological Survey kartierte ihn anhand von Luftaufnahmen der US-amerikanischen Operation Highjump (1946–1947) aus dem Jahr 1947 und der United States Navy von 1966. Das Advisory Committee on Antarctic Names benannte ihn nach 1977 Robert G. Moore, Kapitän der USCGC Burton Island bei Erkundungsfahrten  ins Rossmeer, zur Pine Island Bay und zur Antarktischen Halbinsel zwischen 1974 und 1975.